# NBA Live系列
NBA Live是一款以NBA為主題的電子遊戲系列。由EA加拿大研发，EA SPORTS发行。主要的競爭者有Take-Two的NBA 2K系列。不過自2018年之後，EA SPORTS再未推出新的NBA Live系列遊戲，NBA Live系列實際上被EA SPORTS無限期擱置。

## 歷史
這個遊戲的起初藍本是根據NBA季後賽設計，名為Lakers versus Celtics，即當時NBA東、西兩大聯盟的強隊洛杉磯湖人隊與波士頓塞爾特人隊。於1989年推出。後繼的版本為：
| 年份   | 遊戲名稱（英文）      |
| ------ | --------------------- |
| 1989年 | Lakers versus Celtics |
| 1991年 | Bulls versus Lakers   |
| 1992年 | Team USA Basketball   |
| 1993年 | Bulls versus Blazers  |
| 1994年 | NBA Showdown 94       |

而1995年開始，遊戲系統正式命名為NBA Live，中文译名为勁爆美國職籃。2010年起，游戏名称改为NBA Elite 11。但由于試玩版出現「耶穌事件」使得Elite 11 PS3/Xbox 360版的發售计划被取消，游戏仅在iOS平台发售。2011年EA并没有发布新的NBA系列游戏。
2012年，EA又把遊戲名稱改回NBA Live，並且計畫推出NBA Live13，讓《NBA Live》系列捲土重來，但受到老對手《NBA 2K13》的影響，於是，NBA Live13的上市計畫依舊被取消。
2013年11月，EA带着LIVE系列的新作品NBA LIVE 14重新归来。游戏率先在北美区上市，运作于Xbox One和PlayStation 4平台。，但作为Live系列的最新作，Live 14的表现并不理想。IGN仅仅给出了此部作品4.3的低分。雖然後續的NBA LIVE 15和NBA LIVE 16有些許進步，但評價依然不如《NBA 2K》。而且銷售量也不如《NBA 2K》。根據2015年10月份NPD的遊戲銷售量報告，《NBA 2K16》在北美獲得100萬的銷量，而NBA LIVE 16僅獲得不到1萬的銷量。
2016年5月，EA宣布，NBA LIVE 17將延期至2017年推出，打破以往該系列於NBA賽季開季之前推出的傳統，並且負責人Sean O'Brien表示，他們會在今年晚些時候推出NBA LIVE Mobile。然而，直到2016-17 NBA賽季結束，NBA LIVE 17並沒有推出，EA也沒有發布任何有關NBA LIVE 17的消息。
2016年7月6日，EA意識到了2K16手機版失去了部分市佔率，於是將NBA LIVE Mobile上架到全球市場（除中國大陸、台灣、香港、澳門和日本），在該遊戲推出6個小時以來，下載量名列第一，並且在iTunes首頁上被推薦1次。有可能會改變以往NBA LIVE與2K競爭中總是處於劣勢的局面。雖然是在NBA休賽期間推出，但NBA LIVE Mobile還是成功吸引玩家。該遊戲也在同年的11月1日於台灣、香港、澳門和日本上架，推出亞洲區版本。
2017年6月，EA在E3 2017前夕舉辦的EA Play記者會中，正式公開NBA LIVE 18，該作將跟以往一樣只登陸PS4和Xbox One平台，並且於同年8月11日推出試玩版。

## 各年份的封面
| 名稱             | 球員．球隊                               |
| ---------------- | ---------------------------------------- |
| 勁爆美國職籃95   | 休士頓火箭與紐約尼克在94年冠軍賽爭冠場面 |
| 勁爆美國職籃96   | 沙奎爾·奧尼爾                            |
| 勁爆美國職籃97   | 米奇·里奇蒙德                            |
| 勁爆美國職籃98   | 蒂姆·哈达威                              |
| 勁爆美國職籃99   | 安東尼·沃克                              |
| 勁爆美國職籃2000 | 蒂姆·邓肯                                |
| 勁爆美國職籃2001 | 凯文·加内特                              |
| 勁爆美國職籃2002 | 史蒂夫·弗朗西斯                          |
| 勁爆美國職籃2003 | 賈森·傑特                                |
| 勁爆美國職籃2004 | 文斯·卡特                                |
| 勁爆美國職籃2005 | 卡梅隆·安東尼                            |
| 勁爆美國職籃06   | 德韋恩·韋德                              |
| 勁爆美國職籃07   | 特雷西·麥克格雷迪                        |
| 勁爆美國職籃08   | 吉爾伯特·阿里納斯                        |
| 勁爆美國職籃09   | 托尼·帕克                                |
| 勁爆美國職籃10   | 德怀特·霍华德                            |
| NBA Elite 11     | 凯文·杜兰特                              |
| NBA LIVE 14      | 凯里·欧文                                |
| NBA LIVE 15      | 達米恩·李拉德                            |
| NBA LIVE 16      | 拉塞爾·威斯布魯克                        |
| NBA LIVE Mobile  | 揚尼斯·安戴托昆波                        |
| NBA LIVE 18      | 詹姆士·哈登                              |
| NBA LIVE 19      | 喬爾·恩比德                              |

## 用于PC的版本
EA SPORTS在2008年发布NBA LIVE 09时并没有发布相应的PC版本。官方没有给出具体原因，但外界人士疑为EA SPORTS出于下述考虑：此前PC版本的NBA LIVE系列游戏被大量地盗版，而北美地区的合法玩家多使用XBOX 360或PLAYSTAION 3等游戏机，取消PC版本对大部分合法用户没有很大的影响。
一年后，NBA LIVE 10同样没有出现PC的版本。
加之NBA 2K自2K9起第一次推出PC版，这次改变直接导致很多PC版的用户转向NBA 2K系列。在NBA LIVE系列一年的发售空白期后EA同样没有在PC上推出NBA LIVE 14的打算。
而有傳言說即將於2017年推出的NBA LIVE 17將會推出PC版本，並且確定於2017年1月登陸PS4、Xbox One和PC平台(Win10獨佔)，不過，這項消息並未獲得EA官方證實，因此，NBA LIVE系列在短時間之內不會在PC平台上推出新作。